# Theresia Brandenberg
Theresia Brandenberg (* 22. Januar 1763 in Zug; † 23. November 1845 ebenda; heimatberechtigt ebenda) war eine Schweizer Glockengiesserin aus dem Kanton Zug und eine der wenigen Frauen, die diesen Beruf in der Schweiz ausübten.

## Leben

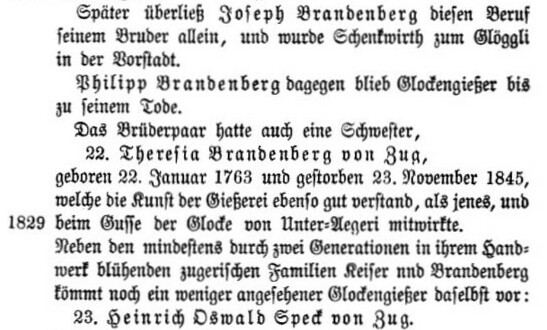
Theresia Brandenberg, erwähnt in «Der Geschichtsfreund» (1875)

Theresia Brandenberg war eine Tochter des Zuger Glockengiessers Christian Anton Brandenberg (1719–1791). Nach dessen Tod übernahm sie gemeinsam mit ihren älteren Brüdern Joseph Anton (1752–1832) und Jakob Philipp (1759–1832) im Alter von 28 Jahren die väterliche Giesserei. Moriz Sutermeister formulierte 1907 in seinem Artikel «Schweizer Glockengiesserinnen» diesbezüglich präziser: «Nach dessen Tode übernahm sie das Geschäft, und zwei Brüder halfen ihr es betreiben.»
Als Frau, die nicht etwa nur als Witwe den Betrieb eines verstorbenen Ehemannes weiterführte, sondern selbstständig den Beruf der Glockengiesserin ergriff, war Theresia Brandenberg einzigartig.
Der Glockenforscher Anton Bieler meinte 1949 in einem Beitrag über die Zuger Glockengiesserfamilien, sie habe als Frau in diesem Gewerbe als «Kuriosum» gegolten und weit über die Region Zug hinaus «eine gewisse Berühmtheit» erlangt. Dennoch ist auf keiner der zahlreichen Brandenberg'schen Glocken ihr Name verewigt, sondern nur der Name ihres Bruders Jakob Philipp. 
Neben den Werkstattarbeiten war Theresia Brandenberg administrativ tätig, stellte die Berechnungen an, kalkulierte und besorgte Korrespondenz und Buchhaltung. Lange blieb sie ledig und heiratete erst im fortgeschrittenen Alter von 46 Jahren den 67-jährigen Kornhausmeister Johann Peter Landtwing, der jedoch schon fünf Jahre nach der Eheschliessung starb.
Sie wirkte auch 1829 am missglückten Glockenguss für Unterägeri mit, dem ein verlustreicher Prozess folgte. Nach dem Tod von Jakob Philipp Brandenberg im März 1832 kam es zum Konkurs und zur Geschäftsaufgabe. Das Giessereigebäude in der Zuger Vorstadt ist nicht erhalten, es versank im Juli 1887 bei der Vorstadtkatastrophe im Zugersee.
Theresia Brandenberg starb am 23. November 1845 im Alter von 82 Jahren in Zug. Drei Jahrzehnte später würdigte der Historiker Arnold Nüscheler-Usteri sie mit den Worten, dass sie «die Kunst der Giesserei ebenso gut verstand» wie ihr Brüderpaar. Im «Zuger Volksblatt» hiess es 1898: «Es ist diese wahrscheinlich die einzige Frauensperson, welch sich dem seltenen und edlen Berufe der Glockengiesserei gewidmet hat.»